# Raja rhombea
Raja rhombea es una especie de pez de la familia de los Rajidae en el orden de los Rajiformes.

## Reproducción
Es ovíparo y las hembras ponen huevos envueltos en una cápsula córnea.

## Observaciones
Es inofensivo para los humanos. 